# Барсуки (Кормянский район)
Барсуки (бел. Барсукі) — агрогородок, центр Барсуковского сельсовета Кормянского района Гомельской области Белоруссии.

## География

### Расположение
В 6 км на запад от Кормы, в 54 км от железнодорожной станции Рогачёв (на линии Могилёв — Жлобин), в 116 км от Гомеля.

## Транспортная сеть
Транспортные связи по просёлочной дороге, затем по шоссе Довск — Гомель. Планировка состоит из короткой широтной улицы, к которой с севера и юга присоединяются 2 короткие улицы с переулками. Застройка двусторонняя, неплотная, деревянная. После катастрофы на Чернобыльской АЭС в 1987 году построены кирпичные строения на 50 семей, в которых разместились переселенцы из мест загрязнённых радиацией в результате катастрофы на Чернобыльской АЭС.

## История
Согласно письменным источникам известна с XIX века как деревня в Кормянской волости Рогачёвского уезда Могилёвской губернии. Согласно инвентаря 1848 года в составе одноимённого поместья. В 1858 году владение помещика Случановского. С 1884 года действовал хлебозапасный магазин. Согласно переписи 1897 года действовали ветряная мельница, питейный дом. В 1909 году 830 десятин земли. В 1918 году во время оккупации германской армией партизаны захватили в деревне много оружия и боеприпасов.
С 20 августа 1924 года центр Барсуковского сельсовета Кормянского, с 25 декабря 1962 года Рогачёвского, с 6 января 1965 года Чечерского, с 30 июля 1966 года Кормянского районов Могилёвского (до 26 июля 1930 года) округа, с 20 февраля 1938 года Гомельской области.
В 1930 году организован колхоз имени М. И. Калинина, работали ветряная мельница, кузница, шерсточесальня. С 1920-х годов существуют деревни Большие Барсуки и Малые Барсуки. Во время Великой Отечественной войны в боях около деревни погибли 72 советских солдата (похоронены в братской могиле в центре). На фронтах и в партизанской борьбе погибли 155 жителей, имена которых увековечивают мемориальные доски, установленные рядом с братской могилой. Согласно переписи 1959 года деревни Большие Барсуки и Малые Барсуки. В 1962 году деревни объединились. Центр совхоза имени М. М. Володарского. Расположены средняя школа (в 1990 году построено новое кирпичное здание), Дом культуры, библиотека, амбулатория, детский сад, отделение связи, магазин, швейная мастерская.
В состав Барсуковского сельсовета входил до 1962 года посёлок Семёновка (в настоящее время не существует).

## Население

### Численность
- 2004 год — 180 хозяйств, 543 жителя.

### Динамика
- 1858 год — 37 дворов, 372 жителя.
- 1897 год — 101 двор, 602 жителя (согласно переписи).
- 1909 год — 727 жителей.
- 1959 год — в деревне Большие Барсуки 231 житель, в деревне Малые Барсуки 84 жителя (согласно переписи).
- 2004 год — 180 хозяйств, 543 жителя.

## Известные уроженцы
- М. А. Дмитриев — Герой Социалистического Труда, доктора педагогических наук, профессор.